# 1709 Ukraina
1709 Ukraina este un asteroid din centura principală, descoperit pe 16 august 1925, de Grigori Șain.